# Raufen
Das Raufen ist ein Prozessschritt bei der Herstellung von Naturfasern aus Gemeinem Lein (auch Flachs genannt) und bezeichnet hier das Herausreißen der Flachsstängel mit den Wurzeln. Die Leinpflanze wird mit den Wurzeln in kleinen Bündeln aus der Erde "gerauft", um möglichst lange Stängelfasern für den Faseraufschluss zu erhalten. Nach dem Raufen wird der Lein in Reihen parallel auf den Boden geordnet. 
Raufmaschinen trennen gleichzeitig die Kapseln der Leinpflanze vom Stroh ab. Nach dem Raufen folgt die Röste als erster Schritt des technischen Faseraufschlusses.